# Noiron-sous-Gevrey
Pour les articles homonymes, voir Noiron (homonymie) et Gevrey.
Noiron-sous-Gevrey est une commune française située dans le département de la Côte-d'Or, en région Bourgogne-Franche-Comté.

## Géographie
Le village de Noiron-sous-Gevrey est situé à 10 kilomètres de Gevrey-Chambertin, 14 kilomètres de Nuits-Saint-Georges et 15 kilomètres de Dijon. Il est traversé par la route allant de Dijon à Seurre, à l'est de l'axe sud-nord Beaune - Dijon.
Noiron est situé au croisement de deux petites rivières, la Varaude (ou Chairon ou Cheron) et la SansFond (ou Cent Font). Un autre ru, la Boïse (ou Bahize) se jette dans la Varaude sur le territoire de la commune.
Il est entouré des communes suivantes (en tournant dans le sens inverse des aiguilles d'une montre) :
Saulon-la-Chapelle, Barges, Broindon, Savouges, Corcelles-lès-Cîteaux et Izeure.
Sa superficie s'étend sur 656 hectares.
L'altitude varie entre 195 et 227 mètres.
La commune fit partie du canton de Savouges de 1790 à 1800, elle est désormais rattachée à celui de Gevrey-Chambertin.

### Climat
Pour des articles plus généraux, voir Climat de la Bourgogne-Franche-Comté et Climat de la Côte-d'Or.
En 2010, le climat de la commune est de type climat océanique dégradé des plaines du Centre et du Nord, selon une étude du Centre national de la recherche scientifique s'appuyant sur une série de données couvrant la période 1971-2000. En 2020, Météo-France publie une typologie des climats de la France métropolitaine dans laquelle la commune est dans une zone de transition entre le climat océanique altéré et le climat océanique altéré et est dans la région climatique  Bourgogne, vallée de la Saône, caractérisée par un bon ensoleillement (1 900 h/an), un été chaud (18,5 °C), un air sec au printemps et en été et des vents faibles. 
Pour la période 1971-2000, la température annuelle moyenne est de 10,7 °C, avec une amplitude thermique annuelle de 18 °C. Le cumul annuel moyen de précipitations est de 800 mm, avec 11,2 jours de précipitations en janvier et 7,3 jours en juillet. Pour la période 1991-2020, la température moyenne annuelle observée sur la station météorologique de Météo-France la plus proche, « Dijon-Longvic », sur la commune d'Ouges à 8 km à vol d'oiseau, est de 11,4 °C et le cumul annuel moyen de précipitations est de 743,4 mm,. Pour l'avenir, les paramètres climatiques de la commune estimés pour 2050 selon différents scénarios d'émission de gaz à effet de serre sont consultables sur un site dédié publié par Météo-France en novembre 2022.

## Urbanisme

### Typologie
Au 1er janvier 2024, Noiron-sous-Gevrey est catégorisée bourg rural, selon la nouvelle grille communale de densité à 7 niveaux définie par l'Insee en 2022.
Elle est située hors unité urbaine. Par ailleurs la commune fait partie de l'aire d'attraction de Dijon, dont elle est une commune de la couronne,. Cette aire, qui regroupe 333 communes, est catégorisée dans les aires de 200 000 à moins de 700 000 habitants,.

### Occupation des sols
L'occupation des sols de la commune, telle qu'elle ressort de la base de données européenne d’occupation biophysique des sols Corine Land Cover (CLC), est marquée par l'importance des territoires agricoles (61,3 % en 2018), en diminution par rapport à 1990 (65,1 %). La répartition détaillée en 2018 est la suivante : 
terres arables (61,3 %), forêts (28,5 %), zones urbanisées (10,1 %). L'évolution de l’occupation des sols de la commune et de ses infrastructures peut être observée sur les différentes représentations cartographiques du territoire : la carte de Cassini (XVIIIe siècle), la carte d'état-major (1820-1866) et les cartes ou photos aériennes de l'IGN pour la période actuelle (1950 à aujourd'hui).

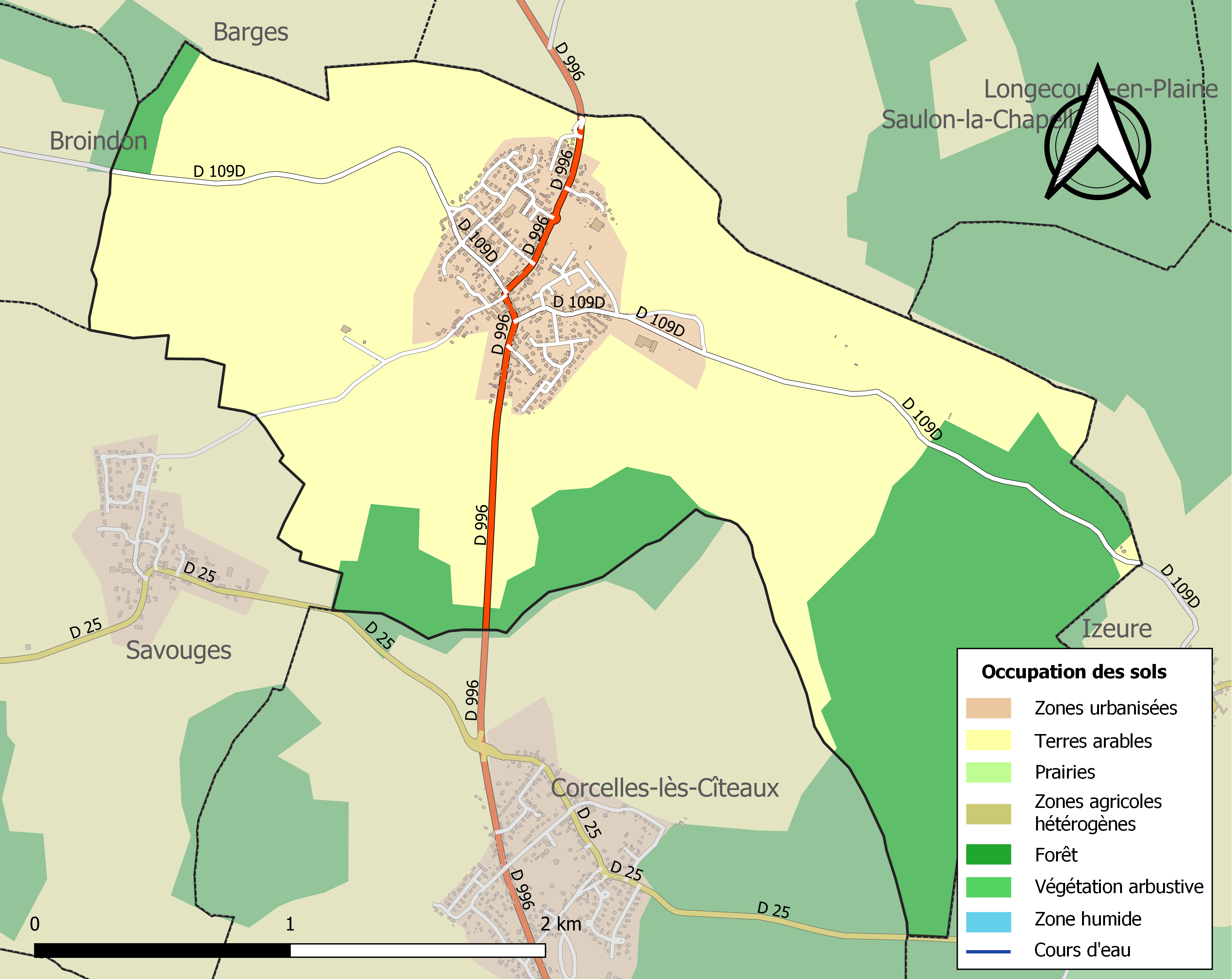
Carte des infrastructures et de l'occupation des sols de la commune en 2018 (CLC).

## Histoire
L'origine de Noiron est inconnue, cependant la signification du nom Noiron désigne un village situé au bord d’une rivière.
Au cours des siècles, le nom de la commune a évolué : 
- Neiro en 801 ;
- Ville Neronus en 952 ;
- Neyrons en 1212 (date de la construction du pont des Arvaux) ;
- Noiron-les-Cîteaux à partir de 1657 ;
- Noiron-sous-Gevrey par décret du 26 octobre 1886.

La nécropole mérovingienne est la trace d'une occupation ancienne des lieux. La présence de l'église est attestée en 801.
Au Moyen Âge, si les moines de Cîteaux y possèdent quelques terres, c'est aux chanoine du chapitre de la cathédrale de Langres, Saint Mametz, qu'appartient la seigneurie de Noiron dès 1169. Aux XIIIe et XIVe siècles, Noiron subit divers dommages du fait des seigneurs locaux (comte de Chalon, duc de Beaujeu). Le duc de Bourgogne est alors l'arbitre de toutes les querelles.
En 1559, la seigneurie de Noiron est vendue à Catehrine Gros, Dame Trouhans. Elle passe ensuite entre les mains de divers propriétaires au long des XVIIe et XVIIIe siècles. La maison seigneuriale, ou château, se situait à l'emplacement de la ferme au bas de la rue du ruisseau (anciennement rue du château), juste avant le carrefour avec la rue de l'église.
Le village paie son tribut à la guerre de 1914 avec 7 morts.
Entre les deux guerres Noiron se modernise avec l'arrivée de l'électricité en 1925 et l'eau courante en 1939.
En 1940, les Allemands occupent le village à la mi-juin. Les chars de la libération de la première division de la France libre arrivent par la route de Savouges le 10 septembre 1944.
En 1880, le village comptait 18 exploitations agricoles qui employaient 160 personnes. La production était alors très diversifiée, céréales, miel, vin, vaches, moutons porcs et volailles. Dans les années 1950, il y avait même une production de tabac. Le remembrement est effectué entre 1970 et 1973. En 1979, on compte 8 exploitations employant 19 personnes. En 1995, on ne compte plus que 3 exploitations employant 9 personnes. Le cheptel agricole a presque entièrement disparu, l'agriculture s'étant spécialisé dans les céréales et les cultures industrielles (oignons, colza, moutarde).
Le XIXe siècle voit progresser l'éducation à Noiron comme dans toute la France. En 1835/1836, l'école est construite. Un préau ne fut adjoint qu'en 1948. Le dynamisme démographique de la commune à partir de la fin des années 1980 conduit à la création d'un nouveau bâtiment pour l'école maternelle. À la suite de son incendie le 9 mars 2007, un nouveau bâtiment a été construit.
Le tout à l'égout est installé à Noiron en 1992 avec la création des lagunages.

## Politique et administration

### Liste des maires
| Période                                  | Période   | Identité              | Étiquette | Qualité |
| ---------------------------------------- | --------- | --------------------- | --------- | ------- |
| mars 2016                                | en cours  | Olivier Pirat         |           |         |
| mars 2008                                | mars 2016 | Claudette Guillemaud  |           |         |
| 1985                                     | mars 2008 | Jean Le Grand         | RPR       |         |
| 1977                                     | 1985      | Gérard Deniaud        |           |         |
| 1973                                     | 1977      | Jean Pouilly          |           |         |
| 1968                                     | 1973      | Michel Fossier        |           |         |
| 1965                                     | 1968      | Joseph Toucanne       |           |         |
| 1959                                     | 1965      | Michel Fossier        |           |         |
| 1947                                     | 1959      | Joseph Toucanne       |           |         |
| 1945                                     | 1947      | Marius Maret          |           |         |
| 1933                                     | 1945      | Lucien Perrier        |           |         |
| 1929                                     | 1933      | Jules Bouge           |           |         |
| 1925                                     | 1929      | Louis Guyard          |           |         |
| 1919                                     | 1925      | Edouard Guyard        |           |         |
| 1908                                     | 1919      | Anselme Benoit        |           |         |
| 1900                                     | 1908      | Benoit Collardot      |           |         |
| 1900                                     | 1900      | Emile Pouilly         |           |         |
| 1896                                     | 1900      | Claude Gaumiot        |           |         |
| 1892                                     | 1896      | Jacques Forey         |           |         |
| 1876                                     | 1892      | Jean-Baptiste Vautrot |           |         |
| 1874                                     | 1876      | Claude Gaumiot        |           |         |
| 1870                                     | 1874      | Jean-Baptiste Vautrot |           |         |
| 1868                                     | 1870      | Alfred Renard         |           |         |
| 1857                                     | 1857      | Antoine Lalouet       |           |         |
| Les données manquantes sont à compléter. |           |                       |           |         |

## Politique

### Élections présidentielles

#### Élection présidentielle 2007
| Candidat             | Parti                  | %       | Voix | Score national |
| -------------------- | ---------------------- | ------- | ---- | -------------- |
| Nicolas SARKOZY      | UMP                    | 32,28 % | 173  | 31,18 %        |
| Ségolène ROYAL       | PS                     | 20,71 % | 111  | 25,87 %        |
| François BAYROU      | MODEM                  | 21,27 % | 114  | 18,57 %        |
| Jean-Marie LE PEN    | FN                     | 11,19 % | 60   | 10,44 %        |
| Olivier BESANCENOT   | LCR                    | 3,73 %  | 20   | 4,08 %         |
| Philippe DE VILLIER  | MPF                    | 2,05 %  | 11   | 2,23 %         |
| Marie Georges BUFFET | PCF                    | 2,43 %  | 13   | 1,93 %         |
| Dominique VOYNET     | Les verts              | 2,24 %  | 12   | 1,57 %         |
| Arlette LAGUILLER    | LO                     | 0,93 %  | 5    | 1,33 %         |
| José BOVE            | Confédération paysanne | 2,24 %  | 12   | 1,32 %         |
| Frédéric NIHOUS      | CPNT                   | 0,93 %  | 5    | 1,15 %         |
| Gérard SHIVARDI      | PT                     | 0 %     | 0    | 0,33 %         |

| Candidat        | Parti | %       | Voix | Score national |
| --------------- | ----- | ------- | ---- | -------------- |
| Nicolas SARKOZY | UMP   | 60,42 % | 316  | 53,06 %        |
| Ségolène ROYAL  | PS    | 39,58 % | 207  | 46,94 %        |

#### Élection présidentielle 2012
| Candidat              | Parti                | %       | Voix | Score national |
| --------------------- | -------------------- | ------- | ---- | -------------- |
| François HOLLANDE     | PS                   | 25,74 % | 157  | 28,63 %        |
| Nicolas SARKOZY       | UMP                  | 27,21 % | 166  | 27,18 %        |
| Marine LE PEN         | FN                   | 19,67 % | 120  | 17,90 %        |
| Jean Luc MELENCHON    | FDG                  | 9,02 %  | 55   | 11,13 %        |
| François BAYROU       | MODEM                | 14,43 % | 88   | 9,11 %         |
| Eva JOLY              | EELV                 | 0,82 %  | 5    | 2,31 %         |
| Nicolas DUPONT-AIGNAN | DLR                  | 1,80 %  | 11   | 1,79 %         |
| Philippe POUTOU       | NPA                  | 0,82 %  | 5    | 1,15 %         |
| Nathalie ARTHAUD      | LO                   | 0,16 %  | 1    | 0,56 %         |
| Jacques CHEMINADE     | Solidarité & Progrès | 0,33 %  | 2    | 0,25 %         |

| Candidat          | Parti | %       | Voix | Score national |
| ----------------- | ----- | ------- | ---- | -------------- |
| François HOLLANDE | PS    | 46,17 % | 277  | 51,63 %        |
| Nicolas SARKOZY   | UMP   | 53,83 % | 323  | 48,37 %        |

### Élections législatives

#### Élections législatives 2007
| Candidat                  | Parti      | %       | Voix | Score circonscription |
| ------------------------- | ---------- | ------- | ---- | --------------------- |
| Alain SUGUENOT            | UMP        | 54,52 % | 205  | 52,68 %               |
| Jean-Claude ROBERT        | PS         | 30,59 % | 115  | 24,85 %               |
| Sophie VIELFAURE          | MODEM      | 2,39 %  | 9    | 6,59 %                |
| Pierre JABOULET-VERCHERRE | FN         | 5,59 %  | 21   | 5,61 %                |
| Christine DURNERIN        | Les Verts  | 1,06 %  | 4    | 2,31 %                |
| Yves HOLLINGER            | LCR        | 1,60 %  | 6    | 2,07 %                |
| Jean-Claude SALOMON       | PCF        | 2,13 %  | 8    | 1,49 %                |
| Jérôme JOUSSEN            | Écologiste | 0,27 %  | 1    | 1,27 %                |
| Philippe GERVAUD          | MPF        | 0,80 %  | 3    | 1,07 %                |
| Françoise PETET           | LO         | 0,27 %  | 1    | 0,92 %                |
| Roland ESSAYAN            | Écologiste | 0,80 %  | 3    | 0,70 %                |
| Roger SAUNOIS             | MNR        | 0 %     | 0    | 0,43 %                |

Alain SUGUENOT est élu dès le 1er tour.

#### Élections législatives 2012
| Candidat              | Parti                | %       | Voix | Score circonscription |
| --------------------- | -------------------- | ------- | ---- | --------------------- |
| Alain SUGUENOT        | UMP                  | 35,58 % | 157  | 43,20 %               |
| Daniel CADOUX         | PS                   | 35,45 % | 156  | 31,43 %               |
| Rémy BOURSOT          | FN                   | 16,36 % | 72   | 14,52 %               |
| Delphine HELLE        | FDG                  | 4,77 %  | 21   | 3,63 %                |
| Alexandre SOKOLOVITCH | EELV                 | 1,59 %  | 7    | 2,20 %                |
| Patrick HILLON        | MODEM                | 2,27 %  | 10   | 1,61 %                |
| Magalie MICHAUD       | DLR                  | 0,45 %  | 2    | 0,92 %                |
| Agnès MEYNIEL         | AEI                  | 0 %     | 0    | 0,63 %                |
| Eugène KREMPP         | CAP21                | 2,73 %  | 12   | 0,60 %                |
| Françoise PETET       | LO                   | 0,23 %  | 1    | 0,40 %                |
| Yves HOLLINGER        | NPA                  | 0,23 %  | 1    | 0,30 %                |
| Viviane BIENFAIT      | Solidarité & Progrès | 0 %     | 0    | 0,29 %                |
| Lise Marie BUET       | PCD                  | 0,23 %  | 1    | 0,27 %                |

| Candidat       | Parti | %      | Voix | Score circonscription |
| -------------- | ----- | ------ | ---- | --------------------- |
| Alain SUGUENOT | UMP   | 55,6 % | 240  | 56,24 %               |
| Daniel CADOUX  | PS    | 44,4 % | 191  | 43,76 %               |

## Démographie
Les habitants s’appellent des Noironnais(es).

L'évolution du nombre d'habitants est connue à travers les recensements de la population effectués dans la commune depuis 1793. Pour les communes de moins de 10 000 habitants, une enquête de recensement portant sur toute la population est réalisée tous les cinq ans, les populations de référence des années intermédiaires étant quant à elles estimées par interpolation ou extrapolation. Pour la commune, le premier recensement exhaustif entrant dans le cadre du nouveau dispositif a été réalisé en 2006.

En 2022, la commune comptait 1 143 habitants, en évolution de +5,54 % par rapport à 2016 (Côte-d'Or : +0,82 %, France hors Mayotte : +2,11 %).
| 1793 | 1800 | 1806 | 1821 | 1831 | 1836 | 1841 | 1846 | 1851 |
| ---- | ---- | ---- | ---- | ---- | ---- | ---- | ---- | ---- |
| 186  | 220  | 257  | 282  | 312  | 327  | 327  | 340  | 355  |

| 1856 | 1861 | 1866 | 1872 | 1876 | 1881 | 1886 | 1891 | 1896 |
| ---- | ---- | ---- | ---- | ---- | ---- | ---- | ---- | ---- |
| 355  | 332  | 320  | 345  | 291  | 262  | 242  | 230  | 249  |

| 1901 | 1906 | 1911 | 1921 | 1926 | 1931 | 1936 | 1946 | 1954 |
| ---- | ---- | ---- | ---- | ---- | ---- | ---- | ---- | ---- |
| 238  | 246  | 239  | 244  | 222  | 207  | 212  | 245  | 216  |

| 1962 | 1968 | 1975 | 1982 | 1990 | 1999 | 2006 | 2011  | 2016  |
| ---- | ---- | ---- | ---- | ---- | ---- | ---- | ----- | ----- |
| 214  | 264  | 360  | 405  | 394  | 705  | 866  | 1 072 | 1 083 |

| 2021  | 2022  | - | - | - | - | - | - | - |
| ----- | ----- | - | - | - | - | - | - | - |
| 1 146 | 1 143 | - | - | - | - | - | - | - |

## Environnement
En raison de ses efforts pour la qualité de son environnement nocturne, la commune a été labellisée « Village 1 étoile », en 2013. Le label est décerné par l'Association nationale pour la protection du ciel et de l'environnement nocturnes (ANPCEN) et compte 5 échelons. Un panneau, disposé aux entrées du village, indique cette distinction.

## Culture locale et patrimoine

### Lieux et monuments
- Le pont des Arvaux : monument historique classé en 1991 dû aux moines de l'abbaye de Cîteaux.
- La nécropole mérovingienne : Cimetière mérovingien dont l'emplacement est signalé par une croix en pierre. Découvert en 1884, il fut fouillé par Léonce Bidault en 1885 et 1886 puis surtout par Émile Socley à partir de 1907. Les objets découverts sont conservés au musée archéologique de Dijon. La nécropole mérovingienne de Noiron-sous-Gevrey se distingue par son importance (621 tombes) et par le fait qu'elle ait été régulièrement et scientifiquement fouillée[12].
- Église de la Nativité-de-la-bienheureuse-Vierge-Marie[19] : La présence d'une église est attestée au tout début du IXe siècle. Au XIIIe siècle, l'église préromane tombant en ruine, elle fut reconstruite. Elle aurait alors servi d'abri pour les ouvriers travaillant sur le pont des Arvaux et le canal de la SansFond. Elle abrite deux cloches, fondues en 1887, dénommées Catherine et Anne.

### Héraldique
| Blason de Noiron-sous-Gevrey | Blason  | D'azur à la fasce de gueules chargée d'une fasce ondée d'argent, au pal brochant aussi de gueules chargé d'un pal ondé aussi d'argent, le tout cantonné de quatre fleurs de lys d'or. |
| Blason de Noiron-sous-Gevrey | Détails | * Il y a là non-respect de la règle de contrariété des couleurs : ces armes sont fautives (gueules sur azur). Le statut officiel du blason reste à déterminer.                        |